# Ladislav Ballek
Ladislav Ballek (ur. 2 kwietnia 1941 w Teranach, zm. 15 kwietnia 2014 w Bratysławie) – słowacki pisarz i publicysta.
W swojej twórczości czerpał ze słowackiej tradycji epickiej, w tym tzw. prozy liryzowanej. Poruszał problematykę filozoficzną i egzystencjalną.